# فيليبس باري
فيليبس باري (بالإنجليزية: Phillips Barry)‏ هو عالم موسيقى أمريكي، ولد في 1880، وتوفي في 29 أغسطس 1937.

## وصلات خارجية
- فيليبس باري على موقع الموسوعة البريطانية (الإنجليزية)